# Сантиагу, Жоржи
Жо́ржи Сантиа́гу Родри́гес (порт.-браз. Jorge Santiago Rodrigues; род. 9 октября 1980, Рио-де-Жанейро) — бразильский боец смешанного стиля, представитель средней и полусредней весовых категорий. Выступал на профессиональном уровне в период 2002—2013 годов, известен по участию в турнирах бойцовских организаций UFC, Strikeforce, KOTC, Sengoku, Titan FC и др. Владел титулом чемпиона Sengoku в среднем весе.

## Биография
Жоржи Сантиагу родился 9 октября 1980 года в Рио-де-Жанейро. Практиковал бразильское джиу-джитсу, удостоился в этой дисциплине чёрного пояса.

### Начало профессиональной карьеры
Дебютировал в смешанных единоборствах на профессиональном уровне в ноябре 2002 года, заставил своего соперника сдаться в первом же раунде. Дрался в различных небольших промоушенах США, в том числе выступал на турнирах King of the Cage, где встречался с такими сильными бойцами как Манвел Гамбурян, Диего Санчес и Джоуи Вильясеньор.

### Ultimate Fighting Championship
Имея в послужном списке 11 побед и только 5 поражений, Сантиагу привлёк к себе внимание крупнейшей бойцовской организации мира Ultimate Fighting Championship и в 2006 году подписал с ней контракт. В итоге провёл в UFC три боя: нокаутировал Джастина Левенса, но затем сам был нокаутирован Крисом Лебеном и Аланом Белчером. На этом его сотрудничество с организацией подошло к концу.

### Strikeforce
В 2007 году Сантиагу отметился победами над Андреем Семёновым и Джереми Хорном, после чего принял участие в гран-при среднего веса Strikeforce — за один вечер взял верх над обоими своими соперниками, Шоном Салмоном и Тревором Прэнгли, став таким образом победителем гран-при.

### Sengoku
В период 2008—2010 годов Жоржи Сантиагу активно выступал в Японии на турнирах организации World Victory Road. Он выиграл гран-при Sengoku в среднем весе, где в финале одолел местного бойца Кадзухиро Накамуру, и завоевал титул чемпиона, выиграв технической сдачей у Кадзуо Мисаки. Дважды сумел защитить полученный чемпионский пояс.
Его впечатляющая победная серия прервалась только в ноябре 2009 года после встречи с Мамедом Халидовым, Сантиагу оказался в нокауте уже в первом раунде. Тем не менее, в следующем поединке он реваншировался, выиграв у Халидова раздельным решением судей.

### Возвращение в UFC
Благодаря череде удачных выступлений в 2011 году Сантиагу получил ещё одну возможность заявить о себе в UFC, но возвращение получилось не очень успешным — последовали поражения от Брайана Стэнна, Демиана Майи и Гуннара Нельсона.

### World Series of Fighting
Последний раз дрался среди профессионалов в рамках турнира World Series of Fighting в августе 2013 года, уступив единогласным судейским решением Джеральду Харрису. Спустя несколько месяцев в интервью Ариэлю Хельвани объявил о завершении спортивной карьеры.

## Статистика в профессиональном ММА
| Боёв 37  | Побед 25 | Поражений 12 |
| -------- | -------- | ------------ |
| Нокаутом | 10       | 6            |
| Сдачей   | 13       | 0            |
| Решением | 2        | 6            |

| Результат | Рекорд | Соперник           | Способ                             | Турнир                                                       | Дата             | Раунд | Время | Место                   | Примечание                                           |
| --------- | ------ | ------------------ | ---------------------------------- | ------------------------------------------------------------ | ---------------- | ----- | ----- | ----------------------- | ---------------------------------------------------- |
| Поражение | 25-12  | Джеральд Харрис    | Единогласное решение               | WSOF 4                                                       | 10 августа 2013  | 3     | 5:00  | Онтэрио, США            |                                                      |
| Поражение | 25-11  | Гуннар Нельсон     | Единогласное решение               | UFC on Fuel TV: Barao vs. McDonald                           | 16 февраля 2013  | 3     | 5:00  | Лондон, Англия          |                                                      |
| Победа    | 25-10  | Джастин Гутри      | Сдача (скручивание пятки)          | TFC 23                                                       | 15 июня 2012     | 1     | 1:34  | Форт-Райли, США         |                                                      |
| Победа    | 24-10  | Леонардо Пеканья   | KO (удары руками)                  | TFC 21                                                       | 2 марта 2012     | 1     | 1:48  | Канзас-Сити, США        |                                                      |
| Поражение | 23-10  | Демиан Майя        | Единогласное решение               | UFC 136                                                      | 8 октября 2011   | 3     | 5:00  | Хьюстон, США            |                                                      |
| Поражение | 23-9   | Брайан Стэнн       | KO (удары руками)                  | UFC 130                                                      | 28 мая 2011      | 2     | 4:29  | Лас-Вегас, США          | Бой вечера.                                          |
| Победа    | 23-8   | Кадзуо Мисаки      | TKO (остановлен секундантом)       | World Victory Road Presents: Sengoku Raiden Championships 14 | 22 августа 2010  | 5     | 4:31  | Токио, Япония           | Защитил титул чемпиона Sengoku в среднем весе.       |
| Победа    | 22-8   | Мамед Халидов      | Раздельное решение                 | World Victory Road Presents: Sengoku Raiden Championships 12 | 7 марта 2010     | 5     | 5:00  | Токио, Япония           | Защитил титул чемпиона Sengoku в среднем весе.       |
| Поражение | 21-8   | Мамед Халидов      | KO (удары руками)                  | World Victory Road Presents: Sengoku 11                      | 7 ноября 2009    | 1     | 2:45  | Токио, Япония           | Нетитульный бой.                                     |
| Победа    | 21-7   | Кадзуо Мисаки      | Техническая сдача (удушение сзади) | World Victory Road Presents: Sengoku no Ran 2009             | 4 января 2009    | 5     | 3:26  | Сайтама, Япония         | Выиграл титул чемпиона Sengoku в среднем весе.       |
| Победа    | 20-7   | Кадзухиро Накамура | KO (удары руками)                  | World Victory Road Presents: Sengoku 6                       | 1 ноября 2008    | 3     | 0:49  | Сайтама, Япония         | Финал гран-при Sengoku 2008 в среднем весе.          |
| Победа    | 19-7   | Сияр Бахадурзада   | Сдача (скручивание пятки)          | World Victory Road Presents: Sengoku 6                       | 1 ноября 2008    | 1     | 1:10  | Сайтама, Япония         | Полуфинал гран-при Sengoku 2008 в среднем весе.      |
| Победа    | 18-7   | Логан Кларк        | Сдача (треугольник руками)         | World Victory Road Presents: Sengoku 5                       | 28 сентября 2008 | 2     | 3:55  | Токио, Япония           | Стартовый этап гран-при Sengoku 2008 в среднем весе. |
| Победа    | 17-7   | Юки Сасаки         | Сдача (рычаг локтя)                | World Victory Road Presents: Sengoku 2                       | 18 мая 2008      | 3     | 2:10  | Токио, Япония           |                                                      |
| Победа    | 16-7   | Тревор Прэнгли     | TKO (коленом в корпус)             | Strikeforce: Four Men Enter, One Man Survives                | 16 ноября 2007   | 1     | 2:31  | Сан-Хосе, США           | Выиграл гран-при Strikeforce в среднем весе.         |
| Победа    | 15-7   | Шон Салмон         | KO (летучее колено)                | Strikeforce: Four Men Enter, One Man Survives                | 16 ноября 2007   | 1     | 0:24  | Сан-Хосе, США           | Полуфинал гран-при Strikeforce в среднем весе.       |
| Победа    | 14-7   | Джереми Хорн       | Сдача (треугольник)                | Art of War 3: Monson vs. Rizzo                               | 1 сентября 2007  | 1     | 3:02  | Даллас, США             |                                                      |
| Победа    | 13-7   | Андрей Семёнов     | TKO (удары руками)                 | Bodog Fight: Clash of the Nations                            | 14 апреля 2007   | 2     | 4:48  | Санкт-Петербург, Россия |                                                      |
| Поражение | 12-7   | Алан Белчер        | KO (ногой в голову)                | UFC Fight Night: Sanchez vs. Riggs                           | 13 декабря 2006  | 3     | 2:45  | Сан-Диего, США          |                                                      |
| Поражение | 12-6   | Крис Лебен         | KO (удар рукой)                    | UFC Fight Night 6                                            | 17 августа 2006  | 2     | 0:35  | Лас-Вегас, США          |                                                      |
| Победа    | 12-5   | Джастин Левенс     | KO (удары)                         | UFC Fight Night 5                                            | 28 июня 2006     | 1     | 2:13  | Лас-Вегас, США          |                                                      |
| Победа    | 11-5   | Томас Расселл      | Сдача (рычаг локтя)                | Fightfest 3                                                  | 6 мая 2006       | 1     | 1:59  | Янгстаун, США           |                                                      |
| Победа    | 10-5   | Сидней Машаду      | TKO (удары руками)                 | Costa Rica: Fights 3                                         | 2 декабря 2005   | 2     | 0:49  | Коста-Рика              |                                                      |
| Победа    | 9-5    | Леопольдо Серао    | TKO (удары руками)                 | Full Throttle 5                                              | 4 ноября 2005    | 1     | 0:43  | Джорджия, США           |                                                      |
| Поражение | 8-5    | Джоу Вильясеньор   | Единогласное решение               | KOTC 58: Prime Time                                          | 5 августа 2005   | 3     | 5:00  | Сан-Джасинто, США       | Бой за титул чемпиона KOTC в среднем весе.           |
| Поражение | 8-4    | Йордан Радев       | Единогласное решение               | It’s Showtime: Amsterdam Arena                               | 12 июня 2005     | 2     | 5:00  | Амстердам, Нидерланды   | Дебют в среднем весе.                                |
| Победа    | 8-3    | Крис Лигуори       | Сдача (удушение сзади)             | Euphoria: USA vs World                                       | 26 февраля 2005  | 1     | 3:27  | Атлантик-Сити, США      |                                                      |
| Поражение | 7-3    | Диего Санчес       | Единогласное решение               | KOTC 37: Unfinished Business                                 | 12 июня 2004     | 3     | 5:00  | Сан-Джасинто, США       | Бой за титул чемпиона KOTC в полусреднем весе.       |
| Победа    | 7-2    | Такуя Вада         | Сдача (рычаг локтя)                | Absolute Fighting Championships 7                            | 27 февраля 2004  | 1     | 1:52  | Форт-Лодердейл, США     |                                                      |
| Победа    | 6-2    | Джон Кронк         | Сдача (рычаг локтя)                | KOTC 32: Bringing Heat                                       | 24 января 2004   | 2     | 0:54  | Майами, США             |                                                      |
| Поражение | 5-2    | Кит Вишневски      | KO (удары руками)                  | Absolute Fighting Championships 6                            | 6 декабря 2003   | 3     | 2:14  | Форт-Лодердейл, США     |                                                      |
| Победа    | 5-1    | Лаверн Кларк       | Сдача (треугольник)                | Hardcore Fighting Championships 2                            | 18 октября 2003  | 1     | 2:17  | Ревир, США              |                                                      |
| Победа    | 4-1    | Деррик Ноубл       | Единогласное решение               | Absolute Fighting Championships 5                            | 5 сентября 2003  | 2     | 5:00  | Форт-Лодердейл, США     |                                                      |
| Поражение | 3-1    | Манвел Гамбурян    | KO (удар рукой)                    | KOTC 27: Aftermath                                           | 10 августа 2003  | 1     | 0:21  | Сан-Джасинто, США       |                                                      |
| Победа    | 3-0    | Джастин Уиман      | Сдача (треугольник)                | Absolute Fighting Championships 4                            | 19 июля 2003     | 1     | 4:11  | Форт-Лодердейл, США     |                                                      |
| Победа    | 2-0    | Джей Мартин        | KO (удары руками)                  | HOOKnSHOOT: Boot Camp 1.1                                    | 8 марта 2003     | 1     | 0:14  | Эвансвилл, США          |                                                      |
| Победа    | 1-0    | Хосе Родригес      | Сдача (удары коленями)             | Reality Fighting 2                                           | 2 ноября 2002    | 1     | 1:16  | Вайлдвуд, США           |                                                      |